# Alexandre François Frédéric Bexon d'Ormescheville
 (juin 2015).
Si vous disposez d'ouvrages ou d'articles de référence ou si vous connaissez des sites web de qualité traitant du thème abordé ici, merci de compléter l'article en donnant les références utiles à sa vérifiabilité et en les liant à la section « Notes et références ».
Le commandant  Alexandre François Frédéric Bexon d'Ormescheville (1836-1911) est un militaire protagoniste de l'affaire Dreyfus.

## Carrière militaire
Né à Metz le 10 janvier 1836 il est engagé comme simple soldat au 1er régiment de zouaves.
En octobre 1870 il est nommé capitaine.
Il fait de plusieurs campagnes en Afrique, Mexique, contre l'Allemagne et à nouveau en Afrique.
Il est officier de la Légion d'honneur en 1888. À cette date il est chef de bataillon au 124e de ligne à Laval.
Il assure ensuite le service de place à Nantes (justice militaire) pour le 11e corps, commande le recrutement de Montluçon puis en juin 1894 est commissaire du gouvernement près le tribunal militaire de Paris.
Il est muté au Mans et est relevé de ses fonctions en 1902.
Il décède au Mans le 11 septembre 1911.

## Affaire Dreyfus
Du fait de ses fonctions il est désigné comme officier rapporteur le 3 novembre 1894 sur ordre d'informer du général gouverneur de Paris. Il va interroger 23 témoins ainsi que 18 fois le capitaine Dreyfus.
Le 3 décembre il conclut qu'un procès en cour martiale s'impose et qu'il n'y a aucun doute sur la culpabilité du suspect. C'est l'acte d'accusation.
En fait le commandant a été guidé par un groupe d'officiers et de généraux et il a suivi aveuglément le rapport rédigé par le commandant Armand du Paty de Clam, désigné comme officier de police judiciaire provisoire. 